# Celine Dion Tour
Il Celine Dion Tour 1992/1993 è la quinta Tournée della cantante pop canadese Céline Dion, organizzata per il lancio degli album Dion chante Plamondon e Celine Dion.

## Informazioni sul Tour
Nell'estate del 1992, Céline Dion ha aperto le date del tour americano di Michael Bolton per il suo "Time, Love and Tenderness Tour", iniziato l'11 luglio 1992 all'Hollywood Bowl di Los Angeles, California. Nel giro di un mese i due si esibirono in 25 concerti. Céline, oltre ad aprire i concerti, si univa poi a Bolton nel duetto Hold On, I'm Comin'.
Sebbene questo tour la portò ad esibirsi solamente in Canada, nell'aprile 1993 la Dion tenne cinque concerti sold-out al Forum de Montréal di fronte a un gran numero di spettatori.

## Scaletta
1. "Des mots qui sonnent"
2. "Where Does My Heart Beat Now"
3. "Sorry Seems to Be the Hardest Word"
4. "Love Can Move Mountains"
5. "L'amour existe encore"
6. "Je danse dans ma tête"
7. "Unison"
8. "If You Asked Me To"
9. "Did You Give Enough Love"
10. "Beauty and the Beast"
11. "Water from the Moon"
12. "With This Tear"
13. "(You Make Me Feel Like) A Natural Woman"
14. "Nothing Broken but My Heart"
15. "Can't Help Falling in Love"

## Date del tour
| Data             | Città          | Paese  | Location                            |
| ---------------- | -------------- | ------ | ----------------------------------- |
| Nord America     |                |        |                                     |
| 14 agosto 1992   | Trois-Rivières | Canada | Colisée de Trois-Rivières           |
| 15 agosto 1992   | Montréal       | Canada | Parc des Îles                       |
| 17 agosto 1992   | Ottawa         | Canada | National Arts Centre                |
| 18 agosto 1992   | Ottawa         | Canada | National Arts Centre                |
| 21 agosto 1992   | Québec         | Canada | L'Agora du Vieux Port               |
| 22 agosto 1992   | Québec         | Canada | L'Agora du Vieux Port               |
| 24 agosto 1992   | Toronto        | Canada | CNE Bandshell                       |
| 28 agosto 1992   | Chandler       | Canada | L'aréna de Chandler                 |
| 6 settembre 1992 | Gatineau       | Canada | Parc de la Baie                     |
| 23 novembre 1992 | Québec         | Canada | Le Capitole                         |
| 24 novembre 1992 | Québec         | Canada | Le Capitole                         |
| 1º dicembre 1992 | Québec         | Canada | Le Capitole                         |
| 2 dicembre 1992  | Québec         | Canada | Le Capitole                         |
| 3 dicembre 1992  | Québec         | Canada | Le Capitole                         |
| 12 dicembre 1992 | Drummondville  | Canada | Centre Marcel Dionne                |
| 13 dicembre 1992 | Sherbrooke     | Canada | Université de Sherbrooke            |
| 15 dicembre 1992 | Ottawa         | Canada | Ottawa Congress Centre              |
| 17 dicembre 1992 | Jonquière      | Canada | Salle François-Brassard             |
| 18 dicembre 1992 | Jonquière      | Canada | Salle François-Brassard             |
| 19 dicembre 1992 | Jonquière      | Canada | Salle François-Brassard             |
| 22 dicembre 1992 | Shawinigan     | Canada | Centre des Arts de Shawinigan       |
| 15 gennaio 1993  | Québec         | Canada | Le Capitole                         |
| 16 gennaio 1993  | Québec         | Canada | Le Capitole                         |
| 17 gennaio 1993  | Québec         | Canada | Le Capitole                         |
| 2 marzo 1993     | Québec         | Canada | Le Capitole                         |
| 5 marzo 1993     | Québec         | Canada | Le Capitole                         |
| 6 marzo 1993     | Québec         | Canada | Le Capitole                         |
| 7 marzo 1993     | Québec         | Canada | Le Capitole                         |
| 9 marzo 1993     | Québec         | Canada | Le Capitole                         |
| 10 marzo 1993    | Québec         | Canada | Le Capitole                         |
| 23 marzo 1993    | London         | Canada | University of Western Ontario       |
| 25 marzo 1993    | Toronto        | Canada | Massey Hall                         |
| 27 marzo 1993    | Hamilton       | Canada | Hamilton Place Theatre              |
| 2 aprile 1993    | Montréal       | Canada | Forum de Montréal                   |
| 3 aprile 1993    | Montréal       | Canada | Forum de Montréal                   |
| 4 aprile 1993    | Montréal       | Canada | Forum de Montréal                   |
| 6 aprile 1993    | Montréal       | Canada | Forum de Montréal                   |
| 7 aprile 1993    | Montréal       | Canada | Forum de Montréal                   |
| 9 aprile 1993    | Québec         | Canada | Le Capitole                         |
| 11 aprile 1993   | Edmonton       | Canada | Northern Alberta Jubilee Auditorium |
| 12 aprile 1993   | Calgary        | Canada | Jack Singer Hall                    |
| 14 aprile 1993   | Vancouver      | Canada | Queen Elizabeth Theatre             |
| 17 aprile 1993   | Winnipeg       | Canada | Walker Theatre                      |
| 25 april 1993    | Ottawa         | Canada | National Arts Centre                |
| 4 maggio 1993    | Thunder Bay    | Canada | Thunder Bay Community Auditorium    |
| 5 maggio 1993    | Sudbury        | Canada | Grand Theatre Centre                |
| 7 maggio 1993    | Moncton        | Canada | Moncton Coliseum                    |
| 8 maggio 1993    | Fredericton    | Canada | Aitken Centre                       |
| 9 maggio 1993    | Halifax        | Canada | Halifax Metro Centre                |
| 11 maggio 1993   | Saint John's   | Canada | Memorial Stadium                    |
| 13 maggio 1993   | Campbellton    | Canada | Memorial Civic Center               |